# Cultura de la ciudad de Santa Fe

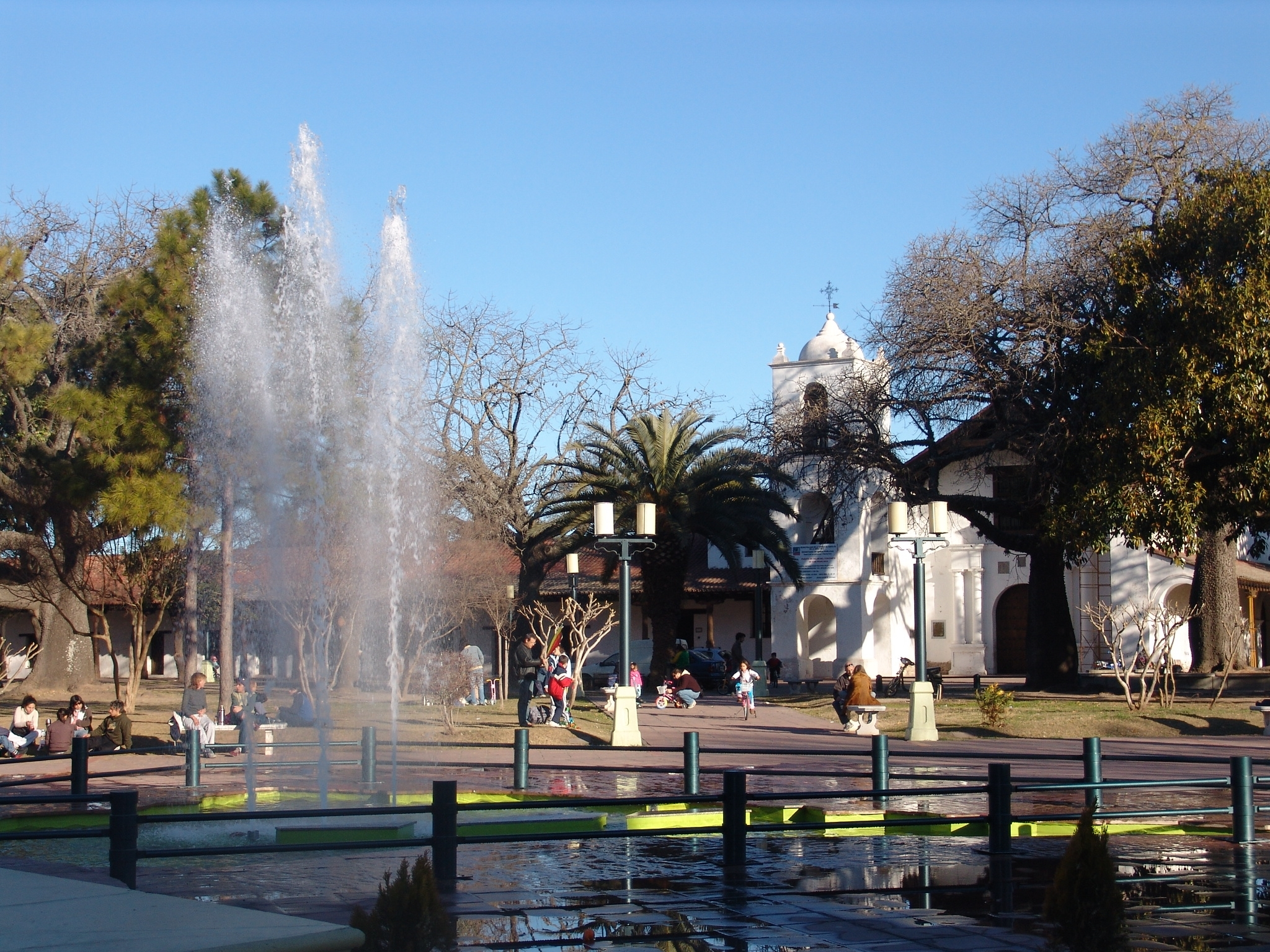
Paseo de las Tres Culturas, Barrio Sur - Santa Fe.

Santa Fe es una ciudad histórica. No solo porque es la primera urbanización del Río de la Plata, y en dicha calidad, se constituye también en la primera ciudad–puerto del país, sino porque es heredera de un rico pasado, depositario de tradiciones culturales, sede de acontecimientos históricos de gravitación nacional y motivo causal de su particular identidad urbana. Santa Fe es Cuna de la Constitución Nacional.

Posee modernos y amplios espacios habitualmente escenarios de congresos, seminarios y eventos de alcance regional, nacional e internacional que complementan una intensa vida cultural.
Como muchas ciudades latinoamericanas, exhibe patrimonios intangibles y tangibles, que acumulados desde su fundación superpone a los edificios coloniales, los espacios públicos y las arquitecturas derivadas del modelo liberal y luego los modernos, los que, con nuevas formas y sin abandonar la cuadrícula primigenia, terminan por definir el actual perfil urbano en continua movilidad.

## Arquitectura

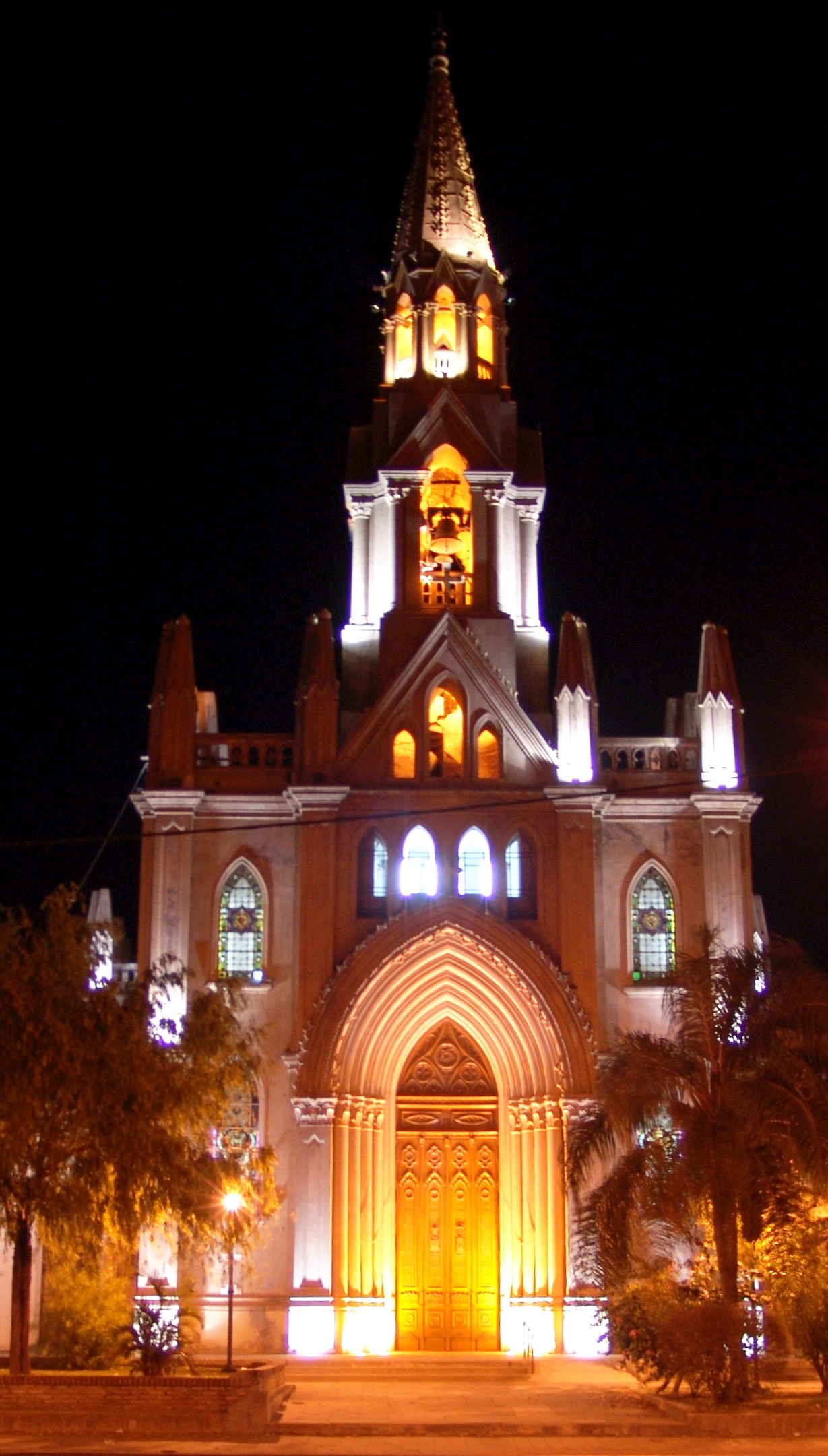
Basílica de Guadalupe.

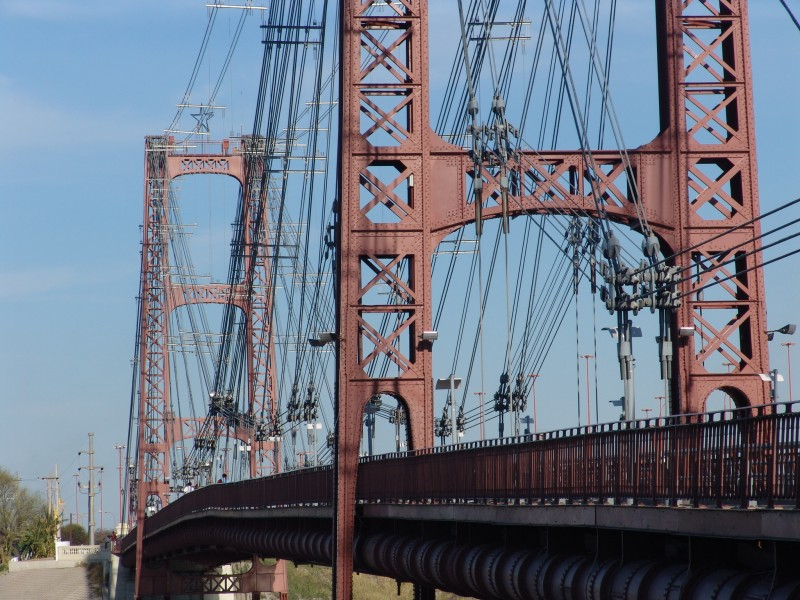
Puente colgante sobre la laguna Setúbal.

El Puente colgante de Santa Fe es uno de los símbolos más representativos de Santa Fe, es considerado una de los puentes más bellos de Argentina.
La ciudad tiene una larga y rica historia arquitectónica, empezando por los antiguos restos del Virreinato del Río de la Plata, del cual solo quedan restos arqueológicos, o fragmentos dispersos, como por ejemplo, las ruinas de la Iglesia franciscana, las monedas de curso legal del antiguo virreinato, etc.
Del periodo revolucionario se han conservado numerosos edificios, algunos de ellos muy destacados, la Casa de Gobierno de Santa Fe donde se firmó la Constitución Argentina, la antigua casa Estanislao López, la Basílica de Guadalupe, etc. También destacan los palacios construidos por familias adineradas de la ciudad, estructurados alrededor de un patio, como la Casa de los 7 jefes.
El cambio Arquitectónico de la Ciudad fue dado entre los 1932-1955, con la llegada del racionalismo, característico de Europa en los diseños de las viviendas, estos cambiaron drásticamente la visual de la ciudad.
Paradójicamente, a lo que se cree, los diseñadores y constructores que trajeron este nuevo estilo he inundaron la ciudad con sus obras, fueron principalmente los TÉCNICOS CONSTRUCTORES, egresados de la E.I.S-U.N.L, entre los que se destacan principalmente Pedro Abbate, Orlando Oviddi Y José Tonelli, este Último producto de la popularidad de su trabajo llegaría a ser Senador Provincial en 1946 (U.C.R)
Tras un período poco relevante arquitectónicamente en la ciudad, se la consideraba una ciudad con poco progreso arquitectónico moderno pero esto cambió a partir de 2006 cuándo comenzaron las construcciones de gran altura. Santa Fe después de Buenos Aires, y Rosario es la ciudad con más edificios que superan los 12 pisos (50m), hasta el momento el edificio más alto es el Campanarios XXI con 26 pisos (96m).[cita requerida]

## Entretenimiento y arte
La ciudad de Santa Fe goza de un gran número de músicos practicantes y aficionados y uno de los géneros más populares es la cumbia santafesina
Es un estilo musical, subgénero de la cumbia argentina surgido en la Ciudad de Santa Fe, Argentina.
Tiene la particularidad de que su instrumento de cabecera es una guitarra, la cual debe ser hábilmente ejecutada. Cuando el estilo fue introducido al país, tuvo una gran aceptación, y más específicamente en Santa Fe (provincia caracterizada por dicho género) y en el sur del Gran Buenos Aires donde hoy es prácticamente un estilo de vida escuchar dicha música.
El rock argentino (en Argentina rock nacional) es un género musical muy amplio aplicado a cualquier variedad de rock, punk, new wave y heavy metal argentino, entre otros estilos musicales es muy popular en Santa Fe.
Los shows musicales tienen lugar principalmente en el Estadio Cubierto Angel P. Malvicino y en el Estadio Universidad Tecnológica. Cuando son muy masivos se realizan en el Estadio Brigadier General Estanislao López.

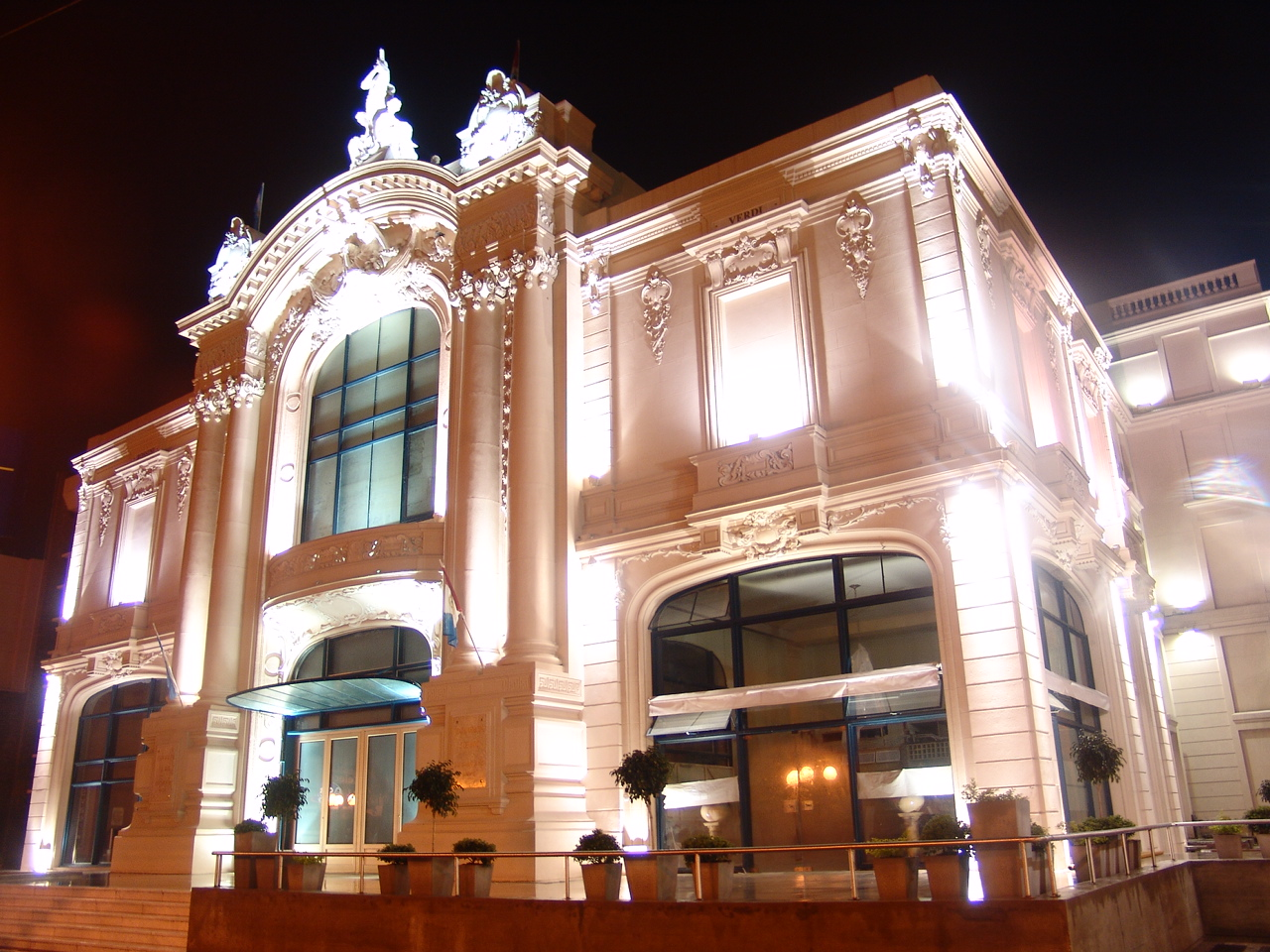
Teatro 1.º de Mayo - Santa Fe.

Entre los teatros se destaca el Teatro Municipal de Santa Fe, de llamativo estilo arquitectónico y que cuenta con 2 salas. Además encontramos 2 Anfiteatros, Centro Cultural Provincial, La Casa de España, Teatro Luz y Fuerza, Teatro El Estudio, La Tramoya, La Urdimbre, La Abadía, Casa del Maestro, Biblioteca Moreno, Centro Cultural Los Espejos, Foro Cultural Universitario, El Retablo, Casa de la Cultura, Playón del Camping Municipal y Auditorio de la UTN.
Por parte de los museos el más importante es Bellas Artes Rosa Galisteo de Rodríguez, cuenta con otros establecimientos muy conocidos los cuales son Etnográfico y Colonial, Histórico Provincial, Municipal de Artes Visuales Sor Josefa Díaz y Clucellas, San Francisco, Museo de la Ciudad, Cs. Naturales Florentino Ameghino, De la Inmaculada, Ferroviario Regional y Museo de Arte Contemporáneo de la Universidad Nacional del Litoral, Policial "Bernabé de Luján", Ferroviario, Museo del Centro de Observadores de Espacio, Ruinas de Santa Fe "la vieja", Casa de los Aldao, Casa de Estanislao López y Penitenciario, Museo Cervecería Santa Fe.

## Lengua
Santa Fe es uno de los principales centros urbanos en donde se habla el dialecto castellano rioplatense. Las diferencias dialectales con Buenos Aires, Rosario y otras ciudades de la misma área son mínimas, aunque los santafesinos están comúnmente acostumbrados a aspirar y suprimir la -s final más que los porteños y rosarinos.
Por otro lado, en la ciudad de Santa Fe están en uso un cierto número de palabras y locuciones desconocidos tanto en Buenos Aires como en Rosario.
La mayoría de tales palabras no son exclusivas de Santa Fe, sino que se las usa también en el interior de la provincia y otras ciudades, tales como Córdoba; pero constituyen un elemento claramente diferenciador entre las variedades santafesina y porteña del castellano rioplatense.
Ejemplos:
| Santa Fe         | Buenos Aires                | España                    | Significado                                                 |
| ---------------- | --------------------------- | ------------------------- | ----------------------------------------------------------- |
| Costeleta        | Bife de costilla            | Chuleta                   | Corte de carne con hueso de las costillas del animal        |
| Entrecorte       | Bife de chorizo             | Entrecot                  | Corte vacuno                                                |
| Gastos centrales | Expensas                    | Gastos de comunidad       | Gastos comunes de un edificio                               |
| Pororó           | Pochoclo                    | Palomitas de maíz         | Maíz inflado                                                |
| Carlito          | Tostado con salsa de tomate | Bocadillo (Sándwich)      | Sándwich o emparedado tostado                               |
| Chocolatada      | Submarino                   | Chocolate                 | Bebida a base de leche y chocolate amargo                   |
| Porrón           | Cerveza                     | litro de cerveza          | Bebida alcohólica, no destilada, a base de granos de cebada |
| Sacar mano       | Sacar el cuero              | Criticar                  | Desmerecer las acciones o conducta de alguien               |
| Tocada           | Mancha                      |                           | Juego infantil                                              |
| Liso             | Chopp                       | Chopp                     | Medida de cerveza                                           |
| Ratearse         | Hacerse la rata             | Hacer pellas (o novillos) | No presentarse a clases (un alumno)                         |
| Choro            | Chorro                      | Caco                      | Forma coloquial para designar a un ladrón                   |
| Masita           | Galletita                   | Galleta                   | Pequeño trozo de pasta dulce                                |
| Praliné          | Garrapiñada                 |                           |                                                             |

## Automovilismo
El Gran Premio de Santa Fe es una carrera de automovilismo de velocidad que se corre en un circuito de carreras callejero en la ciudad de Santa Fe, Argentina desde el año 2006. En las cuatro ediciones disputadas hasta la fecha, las categorías que participaron incluyen al Turismo Competición 2000, la Fórmula Renault Argentina y la Copa Mégane; en 2009 también participó la Copa Línea y en 2006 y 2010 lo hizo la Fórmula 3 Sudamericana.

## Basquetball
Por los años 1927 el basquetball en Santa Fe empezaba a florecer, gracias a las incursiones del Club Regatas con este deporte. Dos años después un 26 de noviembre de 1929, se fundó oficialmente la Asociación Santafesina de Basquetball.
Recién en 1932 se realizó el primer Campeonato Oficial de la Asociación Santafesina, y finalizó con la obtención del título a manos de Regatas.
Clubes destacados de Santa Fe:
- República del Oeste.
- Rivadavia juniors.
- Kimberley.
- Colón.
- Regatas.
- Macabi.
- Santa Rosa.
- Banco Provincial.
- Unión.

Cabe destacar que en el club Unión jugó quién sería posteriormente un jugador tricampeón de la NBA (1994, 1995, 1999) Mario Elie.

## Fútbol
Tal como se da en muchas ciudades argentinas, el fútbol es por lejos el deporte más importante en cuanto a la cantidad de adeptos y el movimiento económico generado a su alrededor. Los clubes de fútbol con mayor trayectoria son Colón -fundado el 5 de mayo de 1905-, y Unión, -fundado el 15 de abril de 1907-, ambos actualmente en la Primera División de Argentina. Además hay más de 20 clubes de la ciudad participando en la ente rectora del fútbol de Santa Fe, la Liga Santafesina de Fútbol.
Hinchas famosos de Colón: 
-Carlos Monzón. (1942-1995) (Máximo representante del boxeo argentino y uno de los mejores a nivel mundial, además de ser uno de los mejores deportistas argentinos de toda la historia) - De San Javier (Santa Fe) - Los Cerrillos (Santa Fe).
-Horacio Guarany. (1925-2017) (Fue un cantor, compositor de folklore y escritor argentino) -De Las Garzas (Santa Fe) - Lujan (Buenos Aires).
-Juan Arancio. (1931-2019) (Fue un pintor, dibujante e historietista argentino) -De Santa Fe - Ibidem.
-Marcos Maidana. (Boxeador campeón del mundo superligero y wélter de la AMB)- De Margarita (Santa Fe).
-Los Palmeras. (Grupo musical referente de la cumbia en Argentina) -De Santa Fe.
-Dady Brieva. (Actor y humorista referente del humor en la Argentina) -De Santa Fe.
-Adriana Salgueiro. (Actriz y conductora argentina) -De Buenos Aires.
-Germán Chiaraviglio. (Atleta argentino que compite en salto con garrocha) -De Santa Fe.
-Andrés Nocioni. (Exjugador de básquetbol argentino, fue una de las piezas claves de La Generación Dorada). -De Gálvez (Santa Fe)
-Axel Arguinchona. (Párroco del barrio San Agustín) -De Santa Fe.
-Juan Antonio Pizzi. (Exfutbolista y director técnico reconocido internacionalmente) -De Santa Fe.
-José Luis Saldaño. (1948-2019) (Fue un futbolista argentino) -De Buenos Aires - Santa Fe.
-Sebastián Battaglia. (Reconocido mediocampista argentino) -De Santa Fe.
-Denis Stracqualursi. (Futbolista argentino) -De Rafaela (Santa Fe).
-Brian Fernández. (Futbolista argentino) -De Santa Fe.
-Leandro Fernández. (Futbolista argentino) -De Santa Fe.
-Lucas Alario. (Reconocido delantero argentino) -De Tostado (Santa Fe).
-Julio Barraza. (Futbolista argentino) -De Santa Fe.
-Leo Mattioli. (1972-2011) (Fue un cantante de cumbia romántica argentina) -De Santo Tomé (Santa Fe) - Necochea (Buenos Aires).
-El Combo 10. (Grupo musical de la cumbia en Argentina) -De Santa Fe.
-Sergio Torres. (Cantante de cumbia en Argentina) -De Santa Fe.
Hinchas famosos de Unión:
-Carlos Delfino. (Jugador de la NBA y de la Selección Argentina de Básquet reconocido a nivel mundial) - De Santa Fe.
-Julio César Vásquez. (Boxeador campeón del mundo)- De Santa Fe. 
-Los del Fuego. (Grupo musical referente de la cumbia en Argentina) -De Santa Fe.
-Miguel del Sel. (Actor y humorista referente del humor en la Argentina) -De Santa Fe.
-Diego Degano.  (Exnadador, campeón de aguas abiertas, reconocido internacionalmente) -De Santa Fe.

## Rugby
Al igual que el fútbol, el rugby hizo su primera aparición a fines del siglo XIX. Muchos de los clubes más importantes del interior argentino pertenecen a la ciudad, ejemplo: Santa Fe Rugby Club, CRAI , etc. La ente rectora del rugby santafesino es la Unión Santafesina de Rugby

## Tenis Criollo
El tenis criollo es un deporte que se practica en un terreno llano, rectangular, dividido por una red intermedia, jugado con paletas muy parecidas a la de Pelota vasca que se disputa entre dos jugadores (individuales) o entre dos parejas (dobles) y el cual consiste en golpear la pelota con la paleta para que vaya de un lado al otro del campo pasando por encima de la red. Este deporte nació en esta misma ciudad, Santa Fe.